# Belton (Norfolk)
Belton – wieś w Anglii, w hrabstwie Norfolk, w dystrykcie Great Yarmouth. Leży 25,8 km od Norwich i 168 km od Londynu.
W 2001 miejscowość liczyła 4398 mieszkańców.
W 1961 roku civil parish liczyła 805 mieszkańców. Belton zostało wspomniane w Domesday Book (1086) jako Beletuna.
Położona jest w sąsiedztwie obszaru chronionej przyrody The Broads.